# Magi-Nation
Magi-Nation – kanadyjsko-koreański edukacyjno-przygodowo-fantastyczny serial animowany w konwencji portal fantasy, emitowany w latach 2007–2010.

## Opis fabuły
Serial opowiada o dwóch światach: Ziemi i Moonlands. Z pierwszego świata pochodzi Tony Jones. Jest on zwyczajnym chłopcem. Drugi świat to świat magii. Dawno temu udało się zamknąć Agrama, który teraz próbuje się wydostać ze swojego więzienia. Walczą z nim Edyn, Strag i Orwin. W tym czasie Tony dostaje na Ziemi od swojego dziadka pierścień. Niedługo później Orwin wzywa Marzyciela, który pomoże im na zawsze uwięzić Agrama. Okazuje się, że ów pierścień jest magiczny i sprowadza chłopca do Moonlands. Bohaterowie mogą przywoływać senne stworzenia dzięki specjalnym kamieniom (Animitom). Ulubionym stworzeniem Tony’ego jest Furok. Wraz z nim i swoimi przyjaciółmi musi zdobyć kamienie snu, aby pokonać Agrama i wrócić na Ziemię.

## Postacie

### Bohaterowie
- Tony Jones – wysoki, 15-letni chłopak z Ziemi. Dostał pierścień od swojego dziadka Spencera. Jest śmiały, dowcipny, pewny siebie, szczery i mądry. Ma talenty plastyczne, waleczne i lubi rysować, uczyć się oraz biegać. Przybywa do Moonlands za pomocą pierścienia otrzymanego od dziadka. Dowiaduje się również, że jego dziadek przebywał w Moonlands. Jego senne stworzenia to Furok, Djamander, Obsis, Parathin, Heppeswip, Orathan Flyer, Baby Orathan, Black Stuff.
- Edyn – rudowłosa, naiwna i ciekawa świata dziewczyna z Moonlands. Nosi ona czerwoną bluzkę i spódniczkę z liści. Została wychowana przez Orwina i mieszka razem z nim w bibliotece w Naroom. Lubi Tony'ego, choć często się z nim kłóci. Jej senne stworzenia to Ugger, Epik, Balamant, Brub, Bisiwog, Drowl, Leaf Chogo.
- Strag – fioletowowłosy chłopak. Pochodzi z Underneath. Jest bardzo mądry. Strag posiada, także, zmysł księżycowy i jest stalkerem cienia. Strag jest spokrewniony z Agramem. Prawie przeszedł na złą stronę. Jego senne stworzenia to Freep, Epik, Bagala, Szhar, Primroot, Gargagnor, Ocean Strider. Strag kolekcjonuje relikty.
- Orwin – opiekun Edyn, mieszka razem z nią w bibliotece w Naroom. W odcinku 12 „Ognista zdrada” został Maga Cienia, w wyniku podstępu Zeda i Korga, którzy użyli reliktu lojalności. Jego senne stworzenie to Shirdor. Na końcu został odmieniony z powrotem w dobrego Maga.
- Yvu – stara czarodziejka, z Vash Naroom. Przyjaciółka trójki bohaterów. Jako jedyna była świadkiem zamknięcia Agrama w Coreglif. Jej senne stworzenie to Carilion Tytan.
- Renger Dax – wielki łowca z Vash Naroom, jest znany jako najodważniejszy z Magi. W odcinku Podróż do Sfery Marzeń wkradł się do zamku Agrama w Core i podsłuchał plany Magi Cienia w związku do Sfery Marzeń. Jego Senne Stworzenie to Carilion.
- Shimmer – dyrektorka Magii Wiatru w Arderialu, jest też jego władczynią. Dawna przyjaciółka Orwina. Podarowała Tony’emu relikt Srebrny Lot.
- Boashi – władczyni Weave. Zamknęła Tony’ego w więzieniu za to, że dotknął Klejnotu Haz-Mai (Kamień Snów z Weave). Pojawia się w odcinku Klejnot Haz-Mai. Jej senne stworzenie to Leaf Arboll.
- Trup’tika – dziewczyna z Orothe. Wielka fanka Tony’ego, prawdopodobnie się w nim zakochała. W odcinku "Strzeżcie się Najeźdźców" została porwana przez Piratów.
- Spencer Jones – dziadek Tony’ego. Pochodzi z Ziemi. Był przez pewien czas w Moonlands. To on dał Tony’emu pierścień z Furokiem.

### Maga Cienia
- Agram – główny wróg. 3000 lat temu chciał opanować Moonlands, ale został pokonany. Oddał swój wzrok za całą energię voight znajdującą się w Core. Jest spokrewniony ze stalkerem cienia - Stragiem. Jego sennym stworzeniem był Corathan. W odcinku „Dzień przeznaczenia” zostaje pokonany.
- Zed – sługa Agrama. Jeszcze nie jest Maga Cienia. Jego sennym stworzeniem jest Drakan i Garadan.
- Korg – sługa Agrama. Jeszcze nie jest Maga Cienia.
- Inara – dawna przyjaciółka Straga z dzieciństwa, została Maga Cienia po odejściu Straga z Underneath. W odcinku „Cień który znasz” wyzwoliła się spod wpływu Agrama dzięki reliktowi lojalności.
- Chur – maga cienia, który żyje w Zębach Kibara. Zaatakował bohaterów w odcinku „Zęby Kibara”. W dalszych odcinkach również się pojawia.
- Ashio – maga cienia, który zatruwał Paradwyn w odcinku „Zaraza”. W dalszych odcinkach również się pojawia. Ma zieloną skórę i żółte, długie włosy.
- Togoth
- Warrador
- Sikan – Magi Cienia z Nar. Używa samych reliktów, boi się sennych stworzeń. Uwięziła Hyrena Strażnika z Nar w jego Fortecy. Pojawia się w odcinku „Lodowa forteca”.
- Shaylax – Magi Cienia z Paradwyn. Próbował zdobyć Hyrena Strażnika by zdobyć Kamień snów. Nie jest podobny do innych Magi Cienia.
- Gargram – Jest to określenie na Agrama przebywającego w ciele Gorath'a. Ma to miejsce w drugim sezonie, kiedy to Agram próbuje wrócić do Moonlands. Agram sam siebie tak nazywa w odcinku "Powrót do Core".

### Senne stworzenia
- Furok – senne stworzenie Tony’ego. Przypomina niedźwiedzia. Ma białe i niebieskie futro, oraz wielkie rogi. Jest przyjacielem Tony’ego. Jego futro zmienia kolor w zależności od jego nastroju. Jego najlepszym atakiem jest niszczący grzmot. Jest bardzo samodzielny i lubi działać sam, jeśli nie ma przy nim Tony’ego.
- Ugger (czyt. Ager) – senne stworzenie Edyn. Ugger pochodzi z Naroom. Kocha Edyn nad życie i zrobi wszystko byle ją ochronić. Przypomina nosorożca. Ma wielki róg na nosie i liście na grzbiecie. Dzięki korzeniom potrafi się bronić i atakować, a także przemieszczać. Ugger bardzo boi się wody i dużej wysokości.
- Freep (czyt. Frip) – senne stworzenie Straga. Freep wygląda jak połączenie żółwia, grzyba i dinozaura. Jego pancerz potrafi niszczyć skały. Ulubionym atakiem Freepa jest Pancerny Desant. Stworzenie to jest bardzo waleczne.
- Garadan (czyt. Garadyn) – senne stworzenie Zeda. Po raz pierwszy pojawia się w odcinku 2 („Powrót do Vash Naroom”). Jego ulubionym atakiem jest okrzyk Garadana.
- Gorath (czyt. Gorat) – został przywołany przez Agrama w 2 odcinku („Powrót do Vash Naroom”). Posługuje się mocnym łańcuchem, który o mało nie udusił Edyn, Uggera, Freepa i Straga.
- Djarmander (czyt. Dżarmander) – pojawił się w odcinku 4 („Ogień i lód”) i został zaczarowany przez Korga i Zeda. Później walczył z nim Tony i udało mu się go pokonać. W ten sposób Djarmander stał się drugim sennym stworzeniem Tony’ego. Djarmander przypomina skorpiona, a oprócz tego ma na ciele kawałki lodu.
- Primroot (czyt. Primrut) – senne stworzenie Straga. Jest to mały wulkan i komin w jednym. Powiększa się podczas walki ale po jej zakończeniu zmniejsza się do pierwotnej postaci.
- Shirdor (czyt. Szirdor) – senne stworzenie Orwina. Przypomina smoka. Jest biały i ma zielone skrzydła. Orwin zwykle go przywołuje dla przetransportowania Tony’ego, Edyn i Straga do odległych okolic.
- Quanjel (czyt. Kuandżul) – senne stworzenie z Dresh (kraju pustynnego). Wyszkolony Quanjel posiada zdolność podróży w czasie.
- Corathan (czyt. Koratan) – senne stworzenie Agrama. Użyte przez niego w pierwszym odcinku. Zginął, gdyż wpadł do lawy. Ponownie pojawia się gdy nasi bohaterowie płyną statkiem by ratować Orwina w odcinku 4 („Ogień i Lód”).
- Obsis – mały stworek który wygląda jak wielbłąd w kolczastej muszli. Mieszkał w Sands Of Dresh. Został sennym stworzeniem Tony’ego.
- Brub – stworzenie Edyn, które zwykle przywoływane jest do oświetlenia drogi. Przypomina Kapelusz grzyba z czułkami, które świecą.
- Cawh (czyt. Koł) – przypomina hybrydę raka i krewetki. Cawha pokonał dziadek Tony’ego. Żyje w Orothe. W ostatnim odcinku został zamieniony przez Agrama w stworzenie cienia. Zginął po wpadnięciu do szczeliny.
- Balamant – stworek podobny do psa. Pojawił się w odcinku 3 („Zęby Kibara”) jako szczeniak, i jako dorosły osobnik w odcinku „Klejnot Haz Mai”. Jest sennym stworzeniem Edyn.
- Leaf Chogo (czyt. Lif Caago) – hybryda lwa, ptaka i liści. Senne stworzenie Edyn.
- Bisiwog (czyt. Biziłog) – mały stworek z Underneath. Przypomina kreta i świstaka.
- Bungaloo (czyt. Bangalu) – ma żółte i długie futro. Bungaloo ma małe niebieskie oczy. Jest sennym stworzeniem Edyn.
- Drowl – stworzenie z Weave. Po raz pierwszy pojawia się w odcinku 21 („Zbawca”). Przypomina jasnobrązową pumę z zielonymi pręgami na pysku. Został sennym stworzeniem Edyn.
- Orathan Flyer (czyt. Oratan Flejer) – latający wieloryb, ratuje Tony’ego od Shock Vashpów w Arderialu.
- Garg – stworzenie Straga. Jest wielki i wygląda jak by był stworzony z ziemi. Na ramionach ma trawę.
- Parathin (czyt. Paratin) – wielki żółw wodny z centrum sterowania na skorupie, zabiera bohaterów do Orothe. Senne stworzenie Yvu.
- Heppeswip (czyt. Hipisłip; w skrócie Swip) – jest mały i ma zielone futro. Potrafi kopać tunele w ziemi. Pojawia się w odcinku 14 („Klejnot Haz-Mai”) i zostaje stworzeniem Tony’ego. Heppeswip jest fanem Furoka.
- Black Stuff – wygląda jak smolny potworek.Pochodzi z Bograthu. Jest sennym stworzeniem Tony'ego.
- Bagala
- Szhar (czyt. Szar) – senne stworzenie Straga, wygląda jak pustynny nietoperz.
- Epik – Edyn, Strag i Tony latali na nich w pobliżu Axis.
- Gargagnor
- Ocean Strider (czyt. Ołszyn Strajder) – wygląda jak ogromny nartnik, senne stworzenie Straga, które dołączyło do niego w Orothe.
- Forest Flight (czyt. Forest Flit) – użyty przez Tony’ego, Straga i Edyn w odcinku 7 („Pierwszy Gejzer”).
- Drakan – senne stworzenie Zeda, wygląda jak lew z rogami chodzący na tylnych łapach.
- Carillion Titan – senne stworzenie Yvu, hybryda słonia, liści i drzewa.
- Rock Reaper Połączenie Freepa Ugera i Furoka dzięki mocy Marzyciela. Pojawia się w odcinku 26.
- Xyx – przypomina żyjącą chmurę trzaskającą piorunami.
- Shock Vashp (czyt. Szok Waszp) – zaatakowały bohaterów podczas podróży na Shirdorze, wyglądają jak węże z chmur burzowych.
- Alaban – czerwony wąż, żyjący w Ardeliarze.
- Parmalag – olbrzymi, błękitny robak, z Underneath. Pojawia się w odcinku 21 („Zbawca”), jako stworzenie zamknięte w kuli, ale nie odgrywa większej roli.
- Athik (czyt. Atik) – przypomina wielkiego ślimaka.
- Gradankan – stworzenie z Underneath, podobne do chodzącego drzewa.
- Bwill (czyt. Błil)
- Husp (czyt. Hasp)
- Alios – jedno z najlepszych stworzeń, zamieszkujących Otchłań Orothe.
- Platheus (czyt. Plateas) – stworzenie z Orothe. Przypomina mniejszą formę węża morskiego.
- Stagadan – hybryda mitycznego pegaza i liści. Jest stworzeniem z Naroom i pojawia się w odcinku „Podróż do Sfery Marzeń”.
- Orish (czyt. Orisz) – stworzenie Zeda. Próbował powstrzymać marzycieli podczas pobytu w Ardeliarze.
- Korrit – stworzenie z Underneath. To stworzenie istnieje dwóch gatunkach : Pierwszy to gatunek pospolity. Ma wtedy kolor pomarańczowy, krótkie za to grube odnóża, oraz uszy niedźwiedzia. Drugi to gatunek czarny. W nim ciało Korrita jest czarne, na głowie ma kawałki traw i chude odnóża. Korrity czarne najczęściej są spotykane w cienistych zakątkach Weave.
- Arboll Stalker – stworzenie latające ze spiralą zamiast twarzy. Zamienia on każdego kto go posiądzie, w Maga Cienia.
- Leaf Arboll – mały, zielony Krab z Weave.
- Baby Orathan – mniejsza wersja latającego wieloryba. Pochodzi z Ardeliaru. Jest sennym stworzeniem Tony’ego.
- Carilion – senne stworzenie Rangera Dexa.Wygląda jak słoń złączony z drzewem.
- Toad Dog – senne stworzenie ojca Straga. Pochodzi z Underneath. To czerwony pies z brodawkami, takimi jak maja ropuchy.

### Hyreny Strażnicze
- Kybarski Hyren – hyren strażniczy z Zębów Kibara, wygląda jak wodospad. Jako pierwszy daje im Kamień Snów, który wygląda jak srebrny szczyt góry.
- Underneathiański Hyren – hyren strażnik z Underneathu, dał jako trzeci Kamień Snów Inarze, wygląda jak nietoperz. Kamień Snów od niego wygląda jak fioletowa skorupa.
- Dreshiański Hyren – hyren strażniczy z Pustyni Dresh, wytworzył iluzję, aby sprawdzić wierność Tony’ego wobec przyjaciół, wygląda jak latający jaszczur. Jako drugi daje im Kamień Snów, który wygląda jak złoty kaktus.
- Coldiański Hyren – hyren strażniczy z krainy Cold, dał Kamień Snów Tony’emu dzięki sile jego przyjaźni ze Stragiem i Edyn, wygląda jak wulkan. Jako czwarty daje im Kamień Snów, który wygląda jak czerwony płomień.
- Weaviański Hyren – hyren strażniczy z Weave, bardzo leniwy. Stworzył pole ochronne, aby nie chronić kamienia, tylko odpoczywać w domu. Wygląda jak zielony ptak z rękoma. Kamień Snów (klejnot Haz-Mai) od niego wygląda jak jasnozielona kępa trawy.
- Bograthiański Hyren – hyren strażniczy z Bograthu. Mieszka w ruinach starej świątyni. Wygląda jak latający potwór z bagien. Kamień Snów od niego wygląda jak brązowa łuska jaszczurki.
- Nariański Hyren – hyren strażniczy z Nar, został uwięziony we własnym więzieniu, uratowany przez Tony’ego, Edyn i Straga. Jako szósty daje im Kamień Snów, który wygląda jak biała śniegowa gwiazdka.
- Arderialski Hyren – hyren strażniczy z Arderialu, nie pozwolił Tony’emu wziąć kamienia snu, ponieważ uratował go przed Korgiem i Zedem. Wygląda jak niebieski chrząszcz. Dopiero w odcinku „Nowa kraina” jako dziesiąty daje Tony’emu Kamień Snów, który wygląda jak jasnobłękitne skrzydło.
- Orothiański Hyren – hyren strażniczy z Orothe, został okradziony przez piratów, którzy ukradli mu Kamień Snów, dzięki Tony’emu, Stragowi i Edyn go odzyskał i podarował go im jako dziewiąty kamień. Wygląda jak kałamarnica z diamentem między oczami. Kamień Snów od niego wygląda jak bąbelek wodny.
- Vash Naroomski Hyren – hyren strażniczy z Vash Naroom, przebrał się za Korga, by sprawdzić czy Edyn, Strag i Tony chcą rzeczywiście uratować Moonlands od zła Agrama. Wygląda jak hybryda lwa, ptaka i liści. Jako ostatni daje im Kamień Snów, który wygląda jak liść klonu/dębu.
- Paradwynski Hyren – hyren strażniczy z Paradwynu. On sam jest kamieniem snów. W normalnej postaci wygląda jak Mantykora. Kamień Snów wygląda jak nasiona z liną na sobie.
- Snorf i Pipper - Dwugłowy smok. Tak naprawdę nie jest hyrenem strażniczym. Strzegł księgi starszyzny w miejscu jej powstania w Zębach Kibara. Snorf ma cały czas katar, a Pipper lubi pluć ogniem.
- Ostatni Hyren - Najpotężniejszy Hyren i praprzodek pozostałych. Jest o nim mowa w każdym odcinku drugiego sezonu. Marzyciele go poszukują (The Final Hyren Quest). Można go przywołać poprzez połączenie Laski Orwina i Diamentu Moonlands.

## Moonlands
Świat Moonlands jest podzielony na dwanaście mniejszych krain, które różnią się od siebie klimatem, roślinnością i innymi czynnikami atmosferycznymi:
- Nar – kraina lodu. Nie ma tam żadnej roślinności. Znajduje się na północy Moonlands. Senne Stworzenia stamtąd wyglądają jak istoty z epoki lodowcowej. Animit stąd ma kolor biały. Mieszkańcy stąd nazywają się Narjanie i są podobni do Eskimosów. Mają niebieską skórę.
- Arderial – kraina znajdująca się w niebie. Chmury wokół niej są zatrzymane, aby w krainie było bezpiecznie. Znajduje się na zachód od Nar. W odcinku „Los Moonlands” zostaje zniszczona przez gejzery cienia. Senne Stworzenia stamtąd wyglądają jak ptaki, chmury, owady i wieloryby. Animit stamtąd ma kolor błękitny. Mieszkańcy stąd nazywają się Arderialanie i są podobni do elfów z podwójnym, szpiczastym zakończeniem uszu.
- Otchłań Orothe (ang. The Deeps of Orothe) – podwodna kraina, którą kiedyś uratował dziadek Tony’ego razem z Furokiem. Znajduje się na wschód od Bograthu. Zostaje doszczętnie zniszczona przez złamanie pieczęci Corr i uwolnienie Agrama. Senne Stworzenia stamtąd wyglądają jak wodne istoty. Animit z tej krainy ma kolor jasnoniebieski. Mieszkańcy stąd nazywają się Orathianie. Są podobni do syren. Mają niebieską skórę.
- Vash Naroom lub Naroom (czyt. Wasz Narum/Narum) – kraina, z której pochodzą Edyn oraz Orwin. Jest w centrum Moonlands. Zniszczona w odcinku „Dzień przeznaczenia”. Senne Stworzenia stąd wyglądają jak hybrydy drzew i liści. Animit ma kolor zielony. Mieszkańcy stąd nazywają się Naroomi, wyglądają jak elfy.
- Weave (czyt. Łiw) – kraina, pokryta wysokimi liśćmi, do niej trafił Tony z Ziemi, tam odnaleźli go Edyn i Strag. Kraina ta leży na zachodzie Moonlands. Senne Stworzenia stamtąd wyglądają jak hybrydy z trawy. Animit stamtąd ma kolor jasnozielony. Mieszkańcy stąd nazywają się Weavianie, są podobni do elfów z dredami i długimi zaokrąglonymi uszami na końcach.
- Paradwyn (czyt. Paradłin) – kraina, w której panowała zaraza, ocalili ją Tony i Edyn. Leży na południe od Naroom. Senne Stworzenia stąd wyglądają jak kamienie i istoty z dżungli. Animit stamtąd ma kolor jasnopomarańczowy. Mieszkańcy stąd nazywają się Paradwini, wyglądają jak ludzie z Ziemi z zieloną skórą.
- Core (czyt. Korr) – kraina, w której 3000 lat temu został zapieczętowany Agram. Znajduje się pod powierzchnią Naroom i dnem otchłani Orothe. Kamień snu z tej krainy był w rzeczach dziadka Tony'ego. Senne Stworzenia stąd wyglądają jak demony i potwory. Animit stamtąd ma kolor czarny. W tej krainie mieści się centrum energii Voit. Zostaje zniszczona po uwięzieniu Agrama. Odbudowuje się w drugim sezonie.
- Piaski (Pustynia) Dresh – wielka pustynia. Znajduje się na zachodzie Moonlands. Senne Stworzenia stąd wyglądają jak piaski, wielbłądy, kości, skały i kaktusy. Animit stamtąd ma kolor złoty. Mieszkańcy stąd nazywają się Dreshianie i wyglądają jak Nomadzi.
- Bograth – kraina pokryta błotem i bagnami, znajduje się we wschodniej części Moonlands. Senne Stworzenia z tej krainy wyglądają jak potwory z bagien i kozy. Animit stąd ma kolor brązowy. Mieszkańcy stąd nazywają się Bograthianie, są podobni do trolii.
- Zęby Kibara (Keebar's Teeth) – największe i najniebezpieczniejsze góry w Moonlands. Są w południowej części Moonlands. Tutaj Marzyciele znajdują pierwszy kamień snów. Senne Stworzenia z tej krainy wyglądają jak kamienie, skały i góry. Animit stamtąd ma kolor brudnego srebra. Mieszkańcy stąd nazywają się Kibarianie, są podobni do wikingów z Ziemi.
- Underneath (czyt. Andernit) – kraina z której pochodzi Strag. Jest pełna nietoperzy i grzybów. Rada Underneath stworzyła kryształowe zegary, które wyznaczają czas. Leży niedaleko Zębów Kibara. Senne stworzenia stąd wyglądają jak grzyby, hybrydy nietoperzy i zwierzęta podziemne z kryształami. Animit stamtąd ma kolor fioletowy. Mieszkańcy stąd nazywają się Underneathianie, są podobni do elfów z grubymi dredami i długimi zaokrąglonymi uszami na końcach.
- Cald (czyt. Kold) – kraina, w której znajduje się wiele wulkanów. Tutaj Agram zamienił Orwina w Maga Cienia. Znajduje się na zachód od Zębów Kibara. Senne Stworzenia z tej krainy wyglądają jak ogniste potwory. Animit stamtąd ma kolor czerwony. Mieszkańcy stąd nazywają się Caldianie, nie wiadomo jak wyglądają.

Każdy Kamień Snów ma kolor Animitu z danej krainy.

## Wersja polska
Opracowanie i udźwiękowienie wersji polskiej: na zlecenie Jetix – Studio Eurocom

Reżyseria: Wojciech Szymański

Dialogi:
- Aleksandra Rojewska (odc. 1-3, 6),
- Hanna Górecka (odc. 4-5, 9-10, 13, 21-22, 25-26),
- Aleksandra Drzazga (odc. 7-8, 11-12, 14-20, 23-24)

Dźwięk i montaż: Krzysztof Podolski

Kierownictwo produkcji: Marzena Omen-Wiśniewska

Opracowanie muzyczne: Marta Radwan

Udział wzięli:
- Grzegorz Drojewski –
  - Tony Jones,
  - Aidan (odc. 1)
- Wojciech Szymański –
  - Spencer Jones – Dziadek Tony’ego,
  - Ojciec Yori (odc. 5),
  - Strom – Ojciec Straga (odc. 8),
  - Foamatos (odc. 9),
  - Nimbulo (odc. 10),
  - Parathin,
  - Togoth (odc. 13),
  - Gorda (odc. 25)
- Tomasz Marzecki –
  - Orwin,
  - Hyren – strażnik (odc. 10, 17, 19),
  - Przywódca plemienia (odc. 15)
- Joanna Pach –
  - Edyn,
  - Elle (odc. 1)
- Leszek Zduń – Strag
- Piotr Warszawski –
  - Agram,
  - Furok
- Jarosław Domin –
  - Zed,
  - Trener (odc. 1),
  - Chaos Plit (odc. 3),
  - Ashio (odc. 5, 16)
- Zbigniew Suszyński –
  - Freep,
  - Korg,
  - Ranger Dex (odc. 3),
  - Chur,
  - Borse (odc. 11, 19)
- Wojciech Rotowski – Halstead (odc. 4)
- Anna Apostolakis –
  - Evu,
  - Hyren Strażniczy (odc. 6, 9, 14),
  - Matka Straga (odc. 8),
  - Dziewczyna z Arderialu (odc. 10),
  - Kesia (odc. 14)
- Tomasz Jarosz –
  - Ugger,
  - Obsis,
  - Ranger Dex (odc. 23, 25)
- Anna Wiśniewska –
  - Yori (odc. 5),
  - Inara (odc. 8-9)
- Anna Gajewska –
  - Shimmer (odc. 10),
  - Trup’tika (odc. 11, 19),
  - Boashi (odc. 14),
  - Baby Orathan (odc. 23),
  - Pani Alvarez (odc. 26)
- Artur Pontek –
  - Adar (odc. 14),
  - Gorran (odc. 16),
  - Halstead (odc. 17),
  - Drowl (odc. 21)
- Katarzyna Łaska –
  - Swip (odc. 14),
  - Sikan
- Paweł Szczesny –
  - Peepers (odc. 15),
  - Mythicore (odc. 24)
- Robert Tondera –
  - Snout (odc. 15),
  - Kapitan Aloucious (odc. 19),
  - Salvatore (odc. 20),
  - Stagadan (odc. 23)
- Janusz Wituch –
  - Gazean (odc. 21),
  - Shalax (odc. 24)

i inni

## Odcinki
- Serial składa się z 52 odcinków z czego 40 odcinków doczekało się emisji na świecie.
- Serial po raz pierwszy pojawił się w Polsce na kanale Jetix:
  - I seria (odcinki 1-13) – 6 grudnia 2008 roku,
  - I seria (odcinki 14-26) – 2 marca 2009 roku,
  - II seria (odcinki 27-52) – niewyemitowane.

### Spis odcinków
| Premiera odcinka | Premiera odcinka | N/o | Polski tytuł               | Angielski tytuł             |
| ---------------- | ---------------- | --- | -------------------------- | --------------------------- |
|                  |                  |     |                            |                             |
| SERIA PIERWSZA   |                  |     |                            |                             |
|                  |                  |     |                            |                             |
| 22.09.2007       | 06.12.2008       | 01  | Marzyciel                  | Final Dreamer               |
|                  |                  |     |                            |                             |
| 29.09.2007       | 07.12.2008       | 02  | Powrót do Vash Naroom      | Return to Vash Naroom       |
|                  |                  |     |                            |                             |
| 06.10.2007       | 13.12.2008       | 03  | Zęby Kibara                | Kybar’s Teeth               |
|                  |                  |     |                            |                             |
| 13.10.2007       | 14.12.2008       | 04  | Ogień i lód                | Fire and Ice                |
|                  |                  |     |                            |                             |
| 20.10.2007       | 20.12.2008       | 05  | Zaraza                     | Blight                      |
|                  |                  |     |                            |                             |
| 27.10.2007       | 21.12.2008       | 06  | Wróg z piasku              | Enemy in the Sands          |
|                  |                  |     |                            |                             |
| 03.11.2007       | 27.12.2008       | 07  | Pierwszy gejzer            | First Geyser                |
|                  |                  |     |                            |                             |
| 10.11.2007       | 28.12.2008       | 08  | Wieczór na arenie          | Arena Night                 |
|                  |                  |     |                            |                             |
| 17.11.2007       | 03.01.2009       | 09  | Cień, który znasz          | The Shadow You Know         |
|                  |                  |     |                            |                             |
| 24.11.2007       | 04.01.2009       | 10  | Zachmurzenie               | Cloud Cover                 |
|                  |                  |     |                            |                             |
| 01.12.2007       | 10.01.2009       | 11  | Głębia odwagi              | The Depths of Courage       |
|                  |                  |     |                            |                             |
| 08.12.2007       | 11.01.2009       | 12  | Ognista zdrada             | Fiery Betrayal              |
|                  |                  |     |                            |                             |
| 15.12.2007       | 17.01.2009       | 13  | Oczy Agrama                | The Eyes of Agram           |
|                  |                  |     |                            |                             |
| 05.01.2008       | 02.03.2009       | 14  | Klejnot Haz-Mai            | The Precious Haz-Mai        |
|                  |                  |     |                            |                             |
| 12.01.2008       | 03.03.2009       | 15  | Rada Starszych             | Forum of the Elders         |
|                  |                  |     |                            |                             |
| 26.01.2008       | 04.03.2009       | 16  | Ukryty Maga                | Magi Undercover             |
|                  |                  |     |                            |                             |
| 02.02.2008       | 05.03.2009       | 17  | Lodowa forteca             | Frozen Fortress             |
|                  |                  |     |                            |                             |
| 09.02.2008       | 06.03.2009       | 18  | Tajemna komnata            | The Secret Chamber          |
|                  |                  |     |                            |                             |
| 16.02.2008       | 09.03.2009       | 19  | Strzeżcie się najeźdźców   | Beware of the Realm Raiders |
|                  |                  |     |                            |                             |
| 26.02.2008       | 10.03.2009       | 20  | Ziemia do Tony’ego         | Earth to Tony               |
|                  |                  |     |                            |                             |
| 08.03.2008       | 11.03.2009       | 21  | Zbawca                     | The Preserver               |
|                  |                  |     |                            |                             |
| 15.03.2008       | 12.03.2009       | 22  | Nowa kraina                | Brave New Realm             |
|                  |                  |     |                            |                             |
| 22.03.2008       | 13.03.2009       | 23  | Podróż do Sfery Marzeń     | Voyage to the Dream Plane   |
|                  |                  |     |                            |                             |
| 29.03.2008       | 16.03.2009       | 24  | Najlepsze senne stworzenie | The Ultimate Dream Creature |
|                  |                  |     |                            |                             |
| 05.04.2008       | 17.03.2009       | 25  | Los Moonlands              | Fate of the Moonlands       |
|                  |                  |     |                            |                             |
| 12.04.2008       | 18.03.2009       | 26  | Dzień przeznaczenia        | Day of Destiny              |
|                  |                  |     |                            |                             |
| SERIA DRUGA      |                  |     |                            |                             |
|                  |                  |     |                            |                             |
| 27.10.2010       | nieemitowany     | 27  |                            | The Final Hyren             |
|                  |                  |     |                            |                             |
| 28.10.2010       | nieemitowany     | 28  |                            | Flames of Glory             |
|                  |                  |     |                            |                             |
| 29.10.2010       | nieemitowany     | 29  |                            | To See Through Sand         |
|                  |                  |     |                            |                             |
| 31.10.2010       | nieemitowany     | 30  |                            | Eye of the Storm            |
|                  |                  |     |                            |                             |
| 01.11.2010       | nieemitowany     | 31  |                            | Inside the Dark Heart       |
|                  |                  |     |                            |                             |
| 02.11.2010       | nieemitowany     | 32  |                            | Hunt for the Hunter         |
|                  |                  |     |                            |                             |
| 03.11.2010       | nieemitowany     | 33  |                            | Peak Performance            |
|                  |                  |     |                            |                             |
| 04.11.2010       | nieemitowany     | 34  |                            | The Abysmal Truth           |
|                  |                  |     |                            |                             |
| 05.11.2010       | nieemitowany     | 35  |                            | Night Crawlers              |
|                  |                  |     |                            |                             |
| 07.11.2010       | nieemitowany     | 36  |                            | Gorath's Shadow             |
|                  |                  |     |                            |                             |
| 08.11.2010       | nieemitowany     | 37  |                            | Welcome Home Strag          |
| 09.11.2010       | nieemitowany     | 38  |                            | Welcome Home Strag          |
|                  |                  |     |                            |                             |
| 10.11.2010       | nieemitowany     | 39  |                            | Back to the Core            |
|                  |                  |     |                            |                             |
| 11.11.2010       | nieemitowany     | 40  |                            | Tangle in the Jungle        |
|                  |                  |     |                            |                             |
| nieemitowany     | nieemitowany     | 41  |                            | Showdown in Vash Naroom     |
|                  |                  |     |                            |                             |
| nieemitowany     | nieemitowany     | 42  |                            | Medieval Magi               |
|                  |                  |     |                            |                             |
| nieemitowany     | nieemitowany     | 43  |                            | Tomb of the Relic Forger    |
|                  |                  |     |                            |                             |
| nieemitowany     | nieemitowany     | 44  |                            | Hyren of a Thousand Faces   |
|                  |                  |     |                            |                             |
| nieemitowany     | nieemitowany     | 45  |                            | Curse of the Realm Raiders  |
|                  |                  |     |                            |                             |
| nieemitowany     | nieemitowany     | 46  |                            | Grudge Match                |
|                  |                  |     |                            |                             |
| nieemitowany     | nieemitowany     | 47  |                            | Fear the Gear               |
|                  |                  |     |                            |                             |
| nieemitowany     | nieemitowany     | 48  |                            | Lights, Camera, Magi        |
|                  |                  |     |                            |                             |
| nieemitowany     | nieemitowany     | 49  |                            | Realms Honor                |
|                  |                  |     |                            |                             |
| nieemitowany     | nieemitowany     | 50  |                            | Sons of the Underneath      |
|                  |                  |     |                            |                             |
| nieemitowany     | nieemitowany     | 51  |                            | Allegiance Lost             |
|                  |                  |     |                            |                             |
| nieemitowany     | nieemitowany     | 52  |                            | Dreamer’s Last Stand        |
|                  |                  |     |                            |                             |